# 横浜市立西本郷中学校
横浜市立西本郷中学校（よこはましりつにしほんごうちゅうがっこう）は、神奈川県横浜市栄区小菅ヶ谷にある公立中学校。

## 沿革
- 1980年 - 創立
- 1982年 - 校歌制定
- 1989年 - 標準服を変更
- 1992年 - コンピューター教室竣工
- 1994年 - 焼窯庫竣工
- 2003年 - グラウンド・テニスコート改修
- 2004年 - エレベーター設置
- 2013年 - 普通教室エアコン設置
- 2017年 - 文部科学大臣賞を受賞（読書活動優秀実践校）
- 2018年 - 校舎外壁改修工事完了
- 2019年 - 美術室・音楽室などにエアコンの設置
- 2020年 - (予定)標準服を変更

## 部活動
運動部
- 陸上競技部
- 卓球部
- 水泳部
- 野球部
- ソフトテニス部
- サッカー部
- バスケットボール部
- 剣道部

文化部
- 吹奏楽部[1]
- 演劇部
- 囲碁部

## 通学区域
- 横浜市立笠間小学校区域
- 横浜市立西本郷小学校区域の一部
- 横浜市立小菅ケ谷小学校区域の一部[2]

## 交通
- JR根岸線 本郷台駅下車、所要時間 徒歩12分。

## 著名な出身者
- 黄川田仁志（衆議院議員、内閣府副大臣、元外務大臣政務官）
- EXILE MAKIDAI（元ダンサー、EXILE、PKCZ） ※川崎市立宮前平中学校に転出